# Oliver Gill
Oliver David Gill (Firmley, 1990. szeptember 15. –) angol labdarúgó, aki jelenleg a Manchester Unitedben játszik hátvédként. Édesapja, David a United pénzügyi igazgatója.

## Pályafutása

### Manchester United
A Gill család 1997-ben Manchesterbe költözött, amikor az édesapa, David pénzügyi igazgatóként állást kapott a Manchester Unitednél. Oliver elkezdett a csapattal edzeni, majd 2006 áprilisában, egy Sunderland elleni meccsre bekerült az U18-as meccskeretbe. Lehetőséget nem kapott, végig a kispadon ült. Bemutatkozására újabb egy évig kellett várnia, 2007. április 21-én, a Sheffield United ellen lépett pályára először. Egy héttel később a Sunderland elleni találkozót is végigjátszotta. Gill 2007 júliusában megkapta első ifiszerződését a Unitedtől. A 2007–2008-as szezonban fontos tagja lett az U18-as csapatnak, 16 alkalommal lépett pályára. Első gólját 2007. szeptember 1-jén, a Nottingham Forest ellen szerezte, ezzel 1–0-s győzelemhez segítve csapatát.
2008 júliusában az Altrincham és az Oxford United elleni barátságos meccseken léphetett először pályára a tartalékcsapatban. 2008. október 8-án, a Bolton Wanderers ellen játszhatott először tétmeccsen a tartalékok között. 2009 februárjában került fel hivatalosan is közéjük, ezt követően a szezon hátralévő 17 meccséből 12-n játszott. A Manchester Senior Cup döntőjében, a Bolton ellen csereként váltotta Danny Welbecket, így ő is kivette a részét csapata 1–0-s sikeréből és a kupagyőzelemből.
Gill 2009 júliusában megkapta első profi szerződését a Vörös Ördögöktől, és továbbra is állandó tagja maradt a tartalékcsapatnak. Októberben a csapat mindössze egy gólt kapott, öt meccséből négyet megnyert, egyet pedig döntetlenre adott. Remek teljesítményének köszönhetően Gill számozott mezt kapott a felnőttek között, a 45-ös szerelés lett az övé. 2009. december 8-án a Manchester United védőgondjainak köszönhetően leülhetett a kispadra az első csapatban, a Wolfsburg elleni Bajnokok Ligája-mérkőzésen. 2010. március 14-én, a Fulham elleni bajnokin is bekerült a cserék közé, de egyik meccsen sem lépett pályára.
2010. szeptember 29-én tartalékcsapatbeli csapattársával, Reece Brownnal együtt kölcsönvette a Bradford City. Október 2-án mindkét játékos bemutatkozhatott a Morecambe elleni találkozón. Gill még további három meccsen szerepelt, mielőtt október 25-én visszatért volna a Manchester Unitedhez. 2011. március 19-én, a Bolton Wanderers és április 2-án a West Ham United ellen is leülhetett a kispadra a felnőtt csapatban, de játéklehetőséget nem kapott. Május 18-án őt választották az év tartalékosának a Unitednél. Ennek ellenére szeptemberben elhagyta a csapatot, hogy egyetemre járjon.

## Fordítás
- Ez a szócikk részben vagy egészben  az   Oliver Gill című angol Wikipédia-szócikk fordításán alapul.  Az eredeti cikk szerkesztőit annak laptörténete sorolja fel. Ez a jelzés csupán a megfogalmazás eredetét és a szerzői jogokat jelzi, nem szolgál a cikkben szereplő információk forrásmegjelöléseként.